# Брадикининовый шторм
Брадикининовый шторм — выявленное при исследовании течения заболевания коронавирусной инфекцией резкое повышение уровня ангиотензинпревращающего фермента (АПФ2) в крови пациентов-гипертоников, принимающих лекарства брадикининовой группы для регулирования кровяного давления, за счет воздействия коронавируса, который также стимулирует синтез АПФ-2 для проникновения в клетку.

## Механизм
Группа учёных при изучении механизмов течения коронавирусного заболевания обратила внимание на работу гормональной системы регулирования кровяного давления (РААС). Поскольку коронавирус прикрепляется к ангиотензин-рецептору на поверхности клетки и увеличивает синтез АПФ2, попадая с помощью этой молекулы в клетку, это вызывает значительное увеличение концентрации брадикинина (брадикининовый шторм) и критические осложнения, особенно у пациентов с гипертонией, принимающих препараты повышающие уровень брадикинина (ингибитор неприлизина, Zn-зависимой металлопротеазы, разрушающей избытки цитокинов, сакубитрил) для регулирования кровяного давления (эналаприл, лизиноприл и подобные):
1. неадекватное расширение сосудов и связанные с ним слабость, утомляемость, нарушения ритма сердца;
2. увеличение проницаемости сосудов, что приводит к росту миграции иммунных клеток и усилению воспаления;
3. усиление синтеза гиалуроновой кислоты (в том числе, в легких), которая вместе с тканевой жидкостью образует гидрогель в просвете альвеол, вызывая проблемы с дыханием и обусловливая неэффективность ИВЛ;
4. потенциальное увеличение концентрации тканевого активатора плазминогена, с ростом риска кровотечений;
5. потенциальное повышение проницаемости гематоэнцефалического барьера, вызывающее неврологическую симптоматику.

Повышением концентрации брадикинина обусловлены и основные побочные эффекты ингибиторов АПФ (ИАПФ) — сухой кашель, потеря обоняния. Cухой кашель как побочное действие брадикинина отмечался и ранее. В тяжёлых случаях это может привести к ангионевротическому отёку (отёк Квинке) и удушью. Рефлекторный кашель является частой причиной отмены ингибиторов АПФ в лечении гипертонии.
Брадикининовый шторм обусловливает многие симптомы, связанные с COVID-19: сухой кашель, миалгию, усталость, тошноту, рвоту, диарею, анорексию, головные боли, снижение когнитивных функций, аритмию и внезапную сердечную смерть.
C ним также связывают брадикининовый ангионевротический отёк, возникающий вследствие дефекта деградации брадикинина на фоне не только ингибиторов ангиотензинпревращающего фермента (и-АПФ), но и антагонистов рецепторов ангиотензина II (АРА) и глиптинов.

## Ингибиторы брадикинина
В настоящее время ингибиторы (антагонисты) брадикинина, такие, как икатибант, разрабатываются как потенциальные средства лечения наследственной предрасположенности к отёку Квинке и исследуются как противораковые агенты. Применяются также продектин или пармидин.
Некоторые европейские и иранские специалисты рассматривают икатибант (продаваемый под торговой маркой Firazyr) как эффективный препарат интенсивной терапии для блокирования механизма отёка лёгких при тяжёлых формах COVID-19.
Из исследований на животных давно известно, что бромелайн — вещество, получаемое из стеблей и листьев ананаса, снижает отёчность при травмах, вызванную высвобождением брадикинина в кровоток и ткани. Другими ингибиторами брадикинина являются алоэ и полифенолы — вещества, содержащиеся в красном вине и зелёном чае.